# قائمة طرقات تونس
تمتد الطرقات التونسية على حوالي 19000 كيلومتر، و ترتفع نسبة التعبيد إلى حوالي 60%. وتحتوي البلاد التونسية على حوالي 360 كيلومتر من الطرقات السيارة.[بحاجة لمصدر]

## تصنيف الطرقات
الطرق الرئيسية تسمى بالطرق الوطنية وتمتد على المحاور الكبرى و تعبر العديد من الولايات التونسية وتشهد عموما حركة سير كبيرة.
الطرق الثانوية تسمى طرق جهوية وتمتد على المحاور الجهوية وتشهد حركة سير ضعيفة نسبياً.
الطرق المحلية تشكل الشبكة المحلية للطرقات لكل ولاية

## الطرقات السيارة
- أ1  (A 1 أ) : تونس - سوسة - صفاقس - ڤابس - رأس جدير
- أ2  (A 2 أ) : تونس ‐ جلمة (في طور الإنجاز)
- أ3  (A 3 أ) : تونس - بوسالم
- أ4  (A 4 أ) : تونس - بنزرت

## الطرقات الوطنية
| - ط و 1 (RN 1 ط و) : تونس - رأس جدير - ليبيا - ط و 2 (RN 2 ط و) : النفيضة - الصخيرة - ط و 3 (RN 3 ط و) : تونس - حزوة - الجزائر - ط و 4 (RN 4 ط و) : الفحص - القلعة الخصبة - الجزائر - ط و 5 (RN 5 ط و) : تونس - ساقية سيدي يوسف - الجزائر - ط و 6 (RN 6 ط و) : مجاز الباب - غار الدماء - الجزائر - ط و 7 (RN 7 ط و): تونس - طبرقة - الجزائر | - ط و 8 (RN 8 ط و) : تونس - بنزرت - ط و 9 (RN 9 ط و) : تونس - المرسى - ط و 10 (RN 10 ط و) : تونس - قرطاج - ط و 11 (RN 11 ط و) : بنزرت - ببوش - الجزائر - ط و 12 (RN 12 ط و) : سوسة - السرس - ط و 13 (RN 13 ط و) : صفاقس - القصرين - ط و 14 (RN 14 ط و) : صفاقس - قفصة | - ط و 15 (RN 15 ط و) : قابس - بوشبكة - الجزائر - ط و 16 (RN 16 ط و) : قابس - تمغزة - الجزائر - ط و 17 (RN 17 ط و) : طبرقة - تلابت - ط و 18 (RN 18 ط و) : دقة - منزل سالم - الجزائر - ط و 19 (RN 19 ط و) : مدنين - الذهيبة - ليبيا - ط و 20 (RN 20 ط و) : مدنين - مطماطة - دوز - حزوة |

## الطرقات الجهوية
| - ط ج 21 (RR 21 ط ج) : تونس - ط و 9 - ط ج 22 (RR 22 ط ج) : تونس - ط و 1 - ط ج 23 (RR 23 ط ج) : تونس - حلق الوادي - ط ج 24 (RR 24 ط ج) : - ط ج 25 (RR 25 ط ج) : حي التضامن - ط و 8 - ط ج 26 (RR 26 ط ج) : ط و 1 - سليمان - ط ج 27 (RR 27 ط ج) : نابل - تركي - ط ج 28 (RR 28 ط ج) : نابل - مجاز الباب - ط ج 29 (RR 29 ط ج) : - ط ج 30 (RR 30 ط ج) : - ط ج 31 (RR 31 ط ج) : باردو - ط و 8 - ط ج 32 (RR 32 ط ج) : - ط ج 33 (RR 33 ط ج) : - ط ج 34 (RR 34 ط ج) : - ط ج 35 (RR 35 ط ج) : - ط ج 36 (RR 36 ط ج) : - ط ج 37 (RR 37 ط ج) : - ط ج 38 (RR 38 ط ج) : الدندان - بجاوة - ط ج 39 (RR 39 ط ج) : الزهراء - السيجومي - ط ج 40 (RR 40 ط ج) : - ط ج 41 (RR 41 ط ج) : - ط ج 42 (RR 42 ط ج) : - ط ج 43 (RR 43 ط ج) : - ط ج 44 (RR 44 ط ج) : - ط ج 45 (RR 45 ط ج) : - ط ج 46 (RR 46 ط ج) : ط و 4 - ط و 12 - ط ج 47 (RR 47 ط ج) : ط و 4 - ط و 18 - ط ج 48 (RR 48 ط ج) :اكودة-ناظور - ط ج 49 (RR 49 ط ج) : مجاز الباب - العروسة - ط ج 50 (RR 50 ط ج) : مجاز الباب - قلعة الأندلس - ط ج 51 (RR 51 ط ج) : ط و 11 - ط و 7 - ط ج 52 (RR 52 ط ج) : باجة - نفزة - ط ج 53 (RR 53 ط ج) : بوسالم - فرنانة - ط ج 54 (RR 54 ط ج) : ط و 7 - ط و 11 | - ط ج 55 (RR 55 ط ج) : ماطر - برج العامري - ط ج 56 (RR 56 ط ج) : ماطر - ط و 6 - ط ج 57 (RR 57 ط ج) : ط و 11 - ط و 7 - ط ج 58 (RR 58 ط ج) : ط و 7 - سد سجنان - ط ج 59 (RR 59 ط ج) : بوسالم - غار الدماء - ط ج 60 (RR 60 ط ج) : ط ج 75 - ط و 18 - ط ج 61 (RR 61 ط ج) : - ط ج 62 (RR 62 ط ج) : باجة - سد كساب - ط ج 63 (RR 63 ط ج) : - ط ج 64 (RR 64 ط ج) : ط ج 55 - ط ج 52 - ط ج 65 (RR 65 ط ج) : بني مطير - ط و 17 - ط ج 66 (RR 66 ط ج) : سجنان - رأس سيراط - ط ج 67 (RR 67 ط ج) : - ط ج 68 (RR 68 ط ج) : - ط ج 69 (RR 69 ط ج) : - ط ج 70 (RR 70 ط ج) : - ط ج 71 (RR 71 ط ج) : - ط ج 72 (RR 72 ط ج) : - ط ج 73 (RR 73 ط ج) : - ط ج 74 (RR 74 ط ج) : ط ج 60 - ط و 17 - ط ج 75 (RR 75 ط ج) : بوسالم - تبرسق - ط ج 76 (RR 76 ط ج) : - ط ج 77 (RR 77 ط ج) : مكثر - حاجب العيون - ط ج 78 (RR 78 ط ج) : - ط ج 79 (RR 79 ط ج) : - ط ج 80 (RR 80 ط ج) : - ط ج 81 (RR 81 ط ج) : - ط ج 82 (RR 82 ط ج) : صفاقس - سوسة - ط ج 83 (RR 83 ط ج) : - ط ج 84 (RR 84 ط ج) : - ط ج 85 (RR 85 ط ج) : سبيبة - حاجب العيون - ط ج 86 (RR 86 ط ج) : - ط ج 87 (RR 87 ط ج) :قصور الساف-القيروان - ط ج 88 (RR 88 ط ج) :برجين - المهدية | - ط ج 89 (RR 89 ط ج) : - ط ج 90 (RR 90 ط ج) : قصور الساف-مكنين - ط ج 91 (RR 91 ط ج) :فوسانة-دريانة - ط ج 92 (RR 92 ط ج) : - ط ج 93 (RR 93 ط ج) :جم-منزل حرب - ط ج 94 (RR 94 ط ج) :منزل حياة-المنستير - ط ج 95 (RR 95 ط ج) :عميرة فحول-مكنين - ط ج 96 (RR 96 ط ج) :بوثدي-مهدية - ط ج 97 (RR 97 ط ج) : - ط ج 98 (RR 98 ط ج) : - ط ج 99 (RR 99 ط ج) : - ط ج 100 (RR 100 ط ج) :المنستير-p12 عبر مساكن - ط ج 101 (RR 101 ط ج) : - ط ج 102 (RR 102 ط ج) : - ط ج 103 (RR 103 ط ج) : - ط ج 104 (RR 104 ط ج) : - ط ج 105 (RR 105 ط ج) : - ط ج 106 (RR 106 ط ج) :توزر-دڨاش - ط ج 107 (RR 107 ط ج) : - ط ج 108 (RR 108 ط ج) : - ط ج 109 (RR 109 ط ج) : جرجيس - بنقردان - ط ج 110 (RR 110 ط ج) : - ط ج 111 (RR 111 ط ج) : بنقردان - تطاوين - ط ج 112 (RR 112 ط ج) : - ط ج 113 (RR 113 ط ج) : - ط ج 114 (RR 114 ط ج) : - ط ج 115 (RR 115 ط ج) : - ط ج 116 (RR 116 ط ج) : - ط ج 117 (RR 117 ط ج) : جرجيس - حومة السوق - ط ج 118 (RR 118 ط ج) : - ط ج 119 (RR 119 ط ج) : جرجيس - ط و 1 |